# Eric Leman
Pour les articles homonymes, voir Leman.

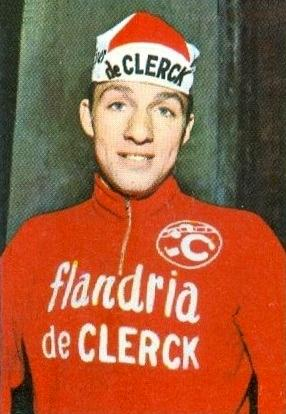
Eric Leman en 1969.

Eric Leman, né le 17 juillet 1946 à Ledegem, est un coureur cycliste belge.
Spécialiste des courses flandriennes, et plus particulièrement du Tour des Flandres, dont il fut trois fois vainqueur en 1970, 1972 et 1973, il a également remporté cinq étapes sur le Tour de France, et deux étapes sur le Tour d'Espagne.
Son frère cadet Luc a également été cycliste professionnel. 

## Palmarès
- 1966
  - 3e du championnat de Belgique interclubs
- 1967
  - 2e du Circuit des régions flamandes
  - 2e de Gand-Wervik
  - 3e de la Course des chats
- 1968
  - Kuurne-Bruxelles-Kuurne
  - 2e étape des Quatre Jours de Dunkerque
  - Porto-Lisbonne
  - Circuit de la vallée de la Lys
  - 21e étape du Tour de France
  - 4e étape du Tour du Nord
  - Gullegem Koerse
  - 2e du Championnat des Flandres
  - 3e du Circuit des Trois Provinces (Avelgem)
  - 3e du Tour de Flandre orientale
  - 3e de Paris-Tours
  - 6e de Paris-Luxembourg
- 1969
  - 1re, 2e, 5e et 7e étapes du Tour d'Andalousie
  - 3ea étape de Paris-Nice
  - À travers la Belgique
  - Grand Prix de la Banque
  - 5eb étape du Critérium du Dauphiné libéré
  - 3e étape du Tour de France
  - 2e du Circuit de la vallée de la Lys
  - 3e de la Flèche wallonne
  - 4e de Liège-Bastogne-Liège
  - 9e de Milan-San Remo
- 1970
  - Champion de Belgique interclubs
  - 1reb et 3ea étapes du Tour d'Andalousie
  - 4e étape de Paris-Nice
  - Tour des Flandres
  - Prologue du Tour de Belgique
  - 2e de Kuurne-Bruxelles-Kuurne
  - 2e de À travers la Belgique
  - 3e de Milan-San Remo
  - 3e de Paris-Roubaix
  - 3e du Circuit de la vallée de la Lys
  - 4e du Super Prestige Pernod
- 1971
  - Secteur b du prologue et 2ea étape du Tour d'Andalousie
  - 1re, 2ea et 4e étapes de Paris-Nice
  - Circuit des Ardennes flamandes - Ichtegem
  - Circuit de la vallée de la Lys
  - Circuit Mandel-Lys-Escaut
  - 1rea et 5ea étapes du Critérium du Dauphiné libéré
  - 1rea, 6ea et 7e étapes du Tour de France
  - Grand Prix de Péruwelz
  - Championnat des Flandres
  - Gullegem Koerse
  - 2e de Kuurne-Bruxelles-Kuurne
  - 2e de la Nokere Koerse
  - 2e de la Course des raisins
  - 2e de la Ruddervoorde Koerse
  - 3e de Bruxelles-Ingooigem
  - 5e du Rund um den Henninger Turm
  - 6e de Paris-Roubaix
- 1972
  - Grand Prix de Valence
  - 1re et 3e étapes de Paris-Nice
  - 2e étape du Tour de Belgique
  - Tour des Flandres
  - 4e étape des Quatre Jours de Dunkerque
  - 2e du Grand Prix d'Isbergues
  - 2e de la Ruddervoorde Koerse
  - 6e du Rund um den Henninger Turm
- 1973
  - 2eb étape de Paris-Nice
  - Tour des Flandres
  - 4e de Paris-Tours
- 1974
  - 4e étape de Paris-Nice
  - Trèfle à Quatre Feuilles
  - 2e étape du Tour d'Espagne
  - Flèche halloise
  - 2e de Milan-San Remo
  - 2e du Grand Prix Marcel Kint
  - 4e de la Flèche wallonne
  - 4e de Paris-Tours
  - 5e du Tour des Flandres
  - 5e de Paris-Roubaix
  - 9e du Super Prestige Pernod
- 1975
  - 1re étape de Paris-Nice
  - 3e du Samyn
- 1976
  - Circuit de Flandre centrale
  - 3e de la Coupe Sels
  - 3e du Grand Prix Betekom
  - 7e du Tour des Flandres
- 1977
  - 4e étape du Tour d'Aragon

## Résultats sur les grands tours

### Tour de France
4 participations
- 1968 : 52e, vainqueur de la 21e étape
- 1969 : 79e, vainqueur de la 3e étape et du classement des points chauds
- 1971 : 91e, vainqueur des 1rea, 6ea et 7e étapes
- 1974 : abandon (12e étape)

### Tour d'Espagne
4 participations
- 1973 : 55e
- 1974 : 22e, vainqueur de la 2e étape
- 1975 : abandon (19ea étape)
- 1976 : abandon (4e étape)